# Ionel Banu
Ionel Banu (nume la naștere Ion Banu-Stancu) (n. 20 noiembrie 1914, Călărași, județul Călărași – d. 21 mai 1999, București) a fost un violonist, dirijor și compozitor român de muzică populară.

## Biografie
S-a născut în data de 20 noiembrie 1914, la Călărași, Regatul României, într-o familie cu 3 copii, el fiind cel mai mic. Tatăl său, Gheorghe Banu (1889-1957) era medic igenist, iar mama sa, Tudorica Zghiu (1893-1915) era casnică. 
A învățat vioara, la început, de la unchiul său, iar mai apoi cu subșeful de fanfară Marinică și cu Mihalache Bolovan din Constanța (membrii orchestrei unchiului său). 
La vârsta de 1 an rămâne orfan de mamă și se mută la București împreună cu tatăl și cu frații săi, Mircea Banu (1909-1970) și Palade Banu,(1910-1988). Tatăl său se recăsătorește cu Maria Corniș, care mai avea și ea 2 copii. 
A fost violonist în orchestre de café-concert și muzică populară în București (1927-1945), violonist (1949-1960) și concert-maestru în Orchestra de muzică populară Radio (1960-1974).
A întreprins turnee artistice în URSS, Bulgaria, Iugoslavia, Austria, Franța, Israel etc.
A compus piese în stil popular, romanțe și piese de muzică ușoară.
Numele violonistului este strâns legat de cel al Mariei Tănase, cu care a colaborat și cântat frecvent, începând cu anul 1954, când artista a imprimat cu orchestra sa la Radio România cântecele „Dodă, dodă”, „Mă dusei să trec la Olt”, „Moțule cu țundră neagră” și „Pe vale, țațo, pe vale”.
Moare la 21 mai 1999, la București. Este înmormântat în Cimitirul Bellu.

## Discografie
Cu acompaniamentul orchestrelor conduse de Ionel Banu (Radio, „Dezrobirea”) au înregistrat la Electrecord și la Radio România artiști ca Maria Tănase, Maria Lătărețu, Gică Petrescu, Rodica Bujor, Mia Braia, Dorina Drăghici, Ileana Constantinescu, Victoria Darvai.
Cunoscutele piese ale Mariei Tănase „Am iubit și-am să iubesc”, „Aseară ți-am luat basma”, „Hai, iu, iu”, „Mă dusei să trec la Olt”, „Mi-am pus busuioc în păr” (Ion Vasilescu – Nicolae Vlădoianu) etc., au fost orchestrate de Ionel Banu și înregistrate cu acompaniamentul orchestrei acestuia.

## Filmografie
Orchestra Ionel Banu, formată din dirijor, Constantin Mirea (vioară), Fărâmiță Lambru (acordeon), Marin Cotoanță (cobză), Nicolae Vișan (țambal), apare în filmul „Mic album muzical” (an 1958, regia și scenariul Traian Fericeanu), acompaniind-o pe Maria Tănase la piesa „Mărioară de la Gorj”. Secvența a fost filmată în iulie 1958 la Terasa Colonadelor, care se afla vizavi de Universitate, pe actualul Bulevard Regina Elisabeta.

## Aprecieri
„Ionel Banu, violonist, continuând tradiția marilor primași ai lăutarilor noștri, rămâne unul din cei ce au slujit cu înțelegere și statornicie cântecul românesc, rânduindu-se între colaboratorii apropiați și prețuiți de Maria Tănase.”